# Скляний щит
Скляний щит (англ. The Glass Shield) — кримінальна драма.

## Сюжет
Джон Джонсон нещодавно закінчив поліцейську академію і отримує призначення в один з поліцейських відділків Лос-Анджелеса, де він виявляється першим чорношкірим офіцером. Расова нетерпимість розпалює атмосферу у відділі і деякі з товаришів по службі Джона починають обурюватися його присутністю. Його єдиний друг, такий же поліцейський-новачок Дебора, яка теж переносить приниження з боку колег, як єдина жінка-офіцер у відділку. Разом з нею, Джон починає розуміти реалії навколишнього світу, зав'язаного круговою порукою і який не пробачає помилок.

## У ролях
- Ерік Андерсон — окружний прокурор Іра Керн
- Річард Андерсон — Кларенс Мейсі
- Томас Бебсон — маршал
- Монті Бейн — коронер
- Ерні Лі Бенкс — містер Вудс
- Майкл Ботмен — заступник Джон Джонсон
- Джин Хаббард-Бун — місіс Вудс
- Джеймс Бойс — парамедик 1
- Гайе Шеннон-Бернетт — жінка водій
- Берні Кейсі — Джеймс Локет
- Лінден Чайлз — сержант Беррі Фостер
- Джанет Клер — присяжний засідатель
- Віктор Контрерас — містер Круз
- Ванда Де Хесус — Кармен Муньос
- Білл Дерт — охоронець
- Марсія дель Мар — місіс Круз
- Вікторія Діллард — Барбара Сіммс
- Мкеба В. Данн — подруга Тедді Вудса
- Лі Дюпрі — секрет суду
- Джим Фіцпатрік — заступник Джим Райан
- Ерік Флікс — судовий пристав
- Патріція Форте — місіс Маршалл
- Елліотт Ґулд — Грінспен
- Майкл Грегорі — заступник Рой Буш
- Джим Гарді — слідчий страхової компанії Роберт Гілл
- Дон Гарві — заступник Джек Боно
- Томмі Редмонд Хікс — преподобний Бенкс
- Артур Хорст — заступник
- Айс Кьюб — Тедді Вудс
- Джеймс Інгерсолл — старшина присяжних
- Майкл Айронсайд — детектив Джин Бейкер
- Кайл Скотт Джексон — містер Маршалл
- Кімбл Джемісон — Бадді Джонсон
- Річард Касс — суддя Спік
- Майкл Р. Ларсон — адвокат обвинувачення
- Джоан К. Лібвелер — Джейн Бейкер
- Девід Лодж — репортер 2
- Род МакФол — велосипедист
- Крістін МакГроу — репортер 1
- Девід МакНайт — містер Гарольд Джонсон
- Хуліо Оскар Мечосо — помічник
- Наталія Ногуліч — суддя Хелен Льюїс
- Діно Паркс — заступник
- Лорі Петті — заступник Дебора Філдс
- Сай Річардсон — містер Тейлор
- Аль Родріго — Родріго
- Хосе Рамон Росаріо — перекладач Кастро
- Ед Руффало — сержант
- Лі Райан — слідчий страхової компанії Джордж Беатен
- Джейсон Саффран — панк
- Грета Сешета — Джойс
- Дрю Снайдер — сержант
- Корбін Тімбрук — заступник Курт Сміт
- Джозеф Волш — член ради Росс
- М. Еммет Волш — детектив Джесс Халл
- Донніс Вілсон — місіс Джонсон
- Гарі Вуд — сержант Чак Гілмор
- Біфф Йеджер — слідчий
- Патрік Фленеган — Джессі (в титрах не вказаний)